# Danh sách bài hát chưa phát hành được thu âm bởi Michael Jackson

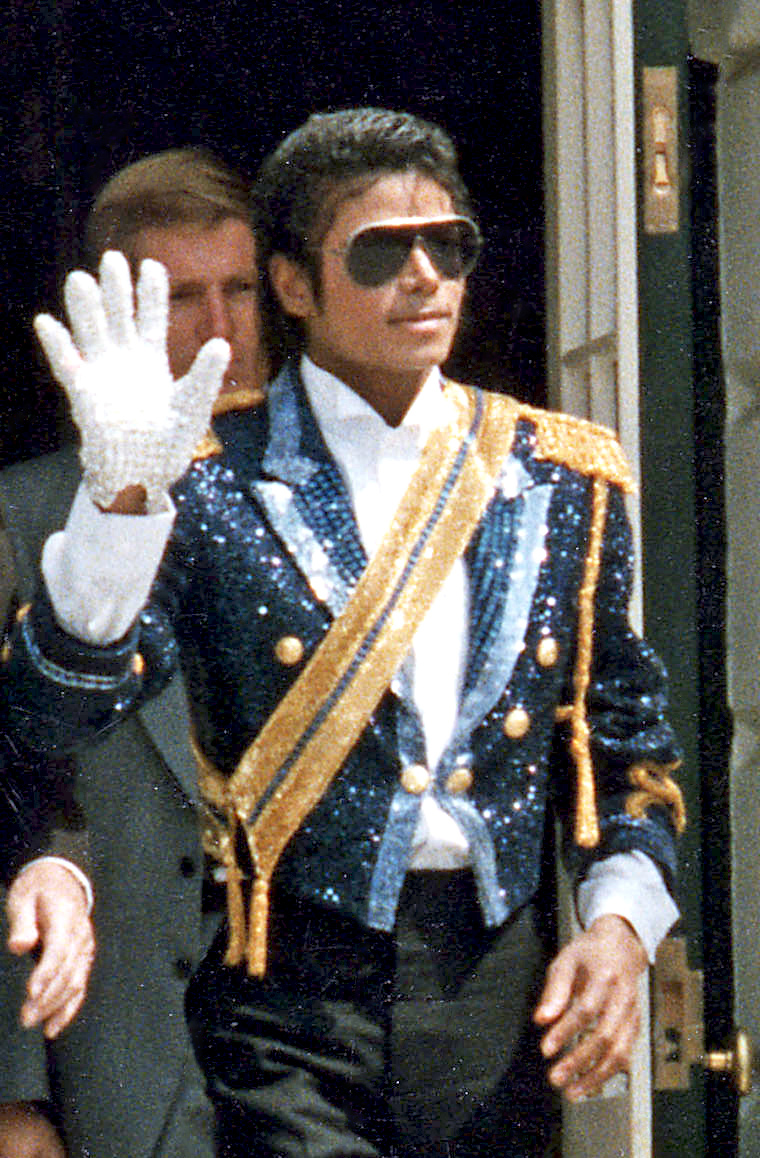
Michael Jackson năm 1984

Michael Jackson là một nhạc sĩ và nghệ sĩ giải trí người Mỹ. Ông được ghi nhận là đã từng sáng tác, ghi âm và quay phim các tài liệu chưa bao giờ được phát hành một cách chính thức. Nhiều ca khúc chưa phát hành của ông đã được đăng ký—thường là bởi công ty Mijac Music của nam ca sĩ—với các cơ quan chuyên môn như Văn phòng bản quyền Hoa Kỳ, Đại sảnh Danh vọng Nhà soạn nhạc, Broadcast Music Incorporated (BMI), Hiệp hội Nhà soạn nhạc, Tác giả và Nhà xuất bản Hoa Kỳ (ASCAP), Cơ quan Quyền sao chép Âm nhạc Canada (CMRRA) và EMI Music Publishing. Tuy nhiên, danh sách này chỉ ghi lại các ca khúc được ghi rõ ràng trong nguồn là chưa phát hành, và do đó không chứa ca khúc chưa phát hành nào của Jackson mà đã đăng ký với các cơ quan đó.
Năm 1993, Jackson—cùng với Lionel Richie, Quincy Jones, Rod Temperton và Joseph Jackson—đã phải đối mặt với một đơn kiện vi phạm bản quyền. Vụ kiện được đưa ra sau khi ba nhạc sĩ cáo buộc rằng ngôi sao nhạc pop và các đồng nghiệp của ông đã đạo nhạc các bản hit "The Girl Is Mine", "Thriller" và "We Are the World". Trong suốt bảy giờ cung khai, Jackson đã đọc tên rất nhiều ca khúc chưa được phát hành mà ông đã sáng tác hoặc đồng sáng tác. Dựa trên các lời khai, bồi thẩm đoàn gồm chín thành viên đã tuyên bố các bị cáo vô tội.
Nhiều ca khúc chưa được phát hành chính thức của Jackson đã được lên lịch phát hành tại một thời điểm nào đó, chẳng hạn như sáu album phòng thu solo của ông với hãng âm nhạc Epic Records: Off the Wall (1979), Thriller (1982), Bad (1987), Dangerous (1991), HIStory (1995) và Invincible (2001) và album remix Blood on the Dance Floor: HIStory in the Mix (1997). Vì những lý do khác nhau, các bản nhạc này đã bị loại bỏ và, tính đến năm 2020, chúng vẫn chưa được phát hành. Các tài liệu chưa phát hành của Jackson bao gồm các ca khúc được thu âm với tư cách nghệ sĩ solo (bao gồm bản cover các ca khúc do các nghệ sĩ khác phát hành và các ca khúc của The Jackson 5) và các phiên bản demo, một số tài liệu có kết hợp cùng các nghệ sĩ đã thành danh như Freddie Mercury và Barry Gibb.
Năm 2009, sau cái chết đột ngột của Jackson, La Toya Jackson nói rằng bà đã phát hiện ra hai chiếc đĩa cứng tại nhà của em trai mình, chứa hơn 100 ca khúc chưa được phát hành, nhiều ca khúc chưa được đăng ký.
Một số ca khúc của Jackson đã bị tiết lộ trên Internet, chẳng hạn như đoạn 24 giây của "A Place with No Name" được TMZ.com tiết lộ sau cái chết của Jackson. Vào thời điểm tiết lộ, người ta khẳng định rằng có "hàng trăm" ca khúc chưa được phát hành của Jackson và chúng có thể được phát hành trong nhiều năm tới. Người phụ trách Đại sảnh Danh vọng Rock and Roll, Jim Henke, lưu ý rằng bất kỳ bản phát hành nào trong tương lai sẽ thu hút được sự chú ý đáng kể. Vào ngày 16 tháng 3 năm 2010, Sony Music Entertainment đã ký một thỏa thuận kỷ lục có giá trị 250 triệu đô la với tài sản của Jackson để giữ quyền phân phối các bản thu âm của ông cho đến năm 2017 và phát hành 10 album di cảo—một vài album trong số đó sẽ có các tài liệu chưa được phát hành—trong thập kỷ tiếp theo.

## Các ký hiệu và ý nghĩa
| †      | Biểu thị các ca khúc đã đăng ký với Broadcast Music Incorporated                                                            |
| ‡      | Biểu thị các ca khúc đã đăng ký với EMI Music Publishing                                                                    |
| *      | Biểu thị các ca khúc được Jackson nêu trong bản cung khai năm 1993 của ông                                                  |
| (Năm)  | Biểu thị các ca khúc đã đăng ký với Văn phòng Bản quyền Hoa Kỳ và năm đăng ký                                               |
| *(Năm) | Biểu thị các ca khúc được Jackson nêu trong bản cung khai năm 1993 và năm chúng được đăng ký với Văn phòng Bản quyền Hoa Kỳ |

## Các ca khúc
| Ca khúc                                    | Sáng tác                                                                             | Chú thích | Nguồn                |
| ------------------------------------------ | ------------------------------------------------------------------------------------ | --- | -------------------- |
| "A Baby Smiles"*                           | Michael Jackson                                                                      | - Lời bài hát được đưa vào một bài thơ có tựa đề "When A Baby Smiles" trong cuốn sách Dancing the Dream ra mắt năm 1992 | [ 11 ]               |
| "A Pretty Face Is"                         | Stevie Wonder                                                                        | - Sáng tác vào khoảng năm 1974 - Bài hát ban đầu được dành cho The Jackson 5 hoặc như một bản song ca giữa Wonder và Jackson; cả hai được cho là đã thu âm bài hát cho album Characters năm 1987 của Wonder | [ 11 ]               |
| "All The Truth"†                           | Bryan Loren                                                                          | - Một trong 20-25 ca khúc được thu âm với Bryan Loren trong các buổi tập cho album Dangerous - Loren hát ca khúc này, với Michael trong phần điệp khúc | [ 12 ]               |
| "Angel"                                    | Kenneth "Babyface" Edmonds                                                           | - Được thu âm bởi Jackson vào khoảng năm 1998 - Đã được lên lịch để giới thiệu trên một album tổng hợp các bài hát hay nhất bị hoãn lại - Tính xác thực của các đoạn ca khúc nhỏ bị tiết lộ còn chưa rõ ràng | [ 11 ]               |
| "Attitude"‡                                | Michael Jackson Kathy Wakefield Michel Pierre                                        | — | [ 11 ]               |
| "Baby's Fire"†                             | Michael Jackson Ryan Gruvsey                                                         | - Được sản xuất vào năm 2009 | [ 11 ]               |
| "Bad Girl"*                                | Michael Jackson                                                                      | | [ 13 ]               |
| "Bassouille"                               | Michael Jackson Bruce Swedien                                                        | - Được sáng tác vào năm 1994 - Không được chọn cho album HIStory | [ 13 ]               |
| "Be Me 4 a Day"†                           | Michael Jackson Gray Calix Days                                                      | - Cũng có tên gọi "Be Me For a Day", "Just For One Day Be Michael", "Just For a Day", "Me 4 a Day" và "Be Michael" | [ 13 ]               |
| "Beatbox 2010"(2009)                       | Michael Jackson Michael Prince                                                       | - Được sản xuất vào năm 2009 - Một số nguồn tin nói rằng tên gọi chính xác là "Beatboy 2010". | [ 14 ]               |
| "Belong 2"                                 | Michael Jackson Teddy Riley                                                          | - Được sáng tác vào năm 1999 - Không được chọn cho album Invincible | [ 13 ]               |
| "Bio"                                      | Michael Jackson Brad Buxer                                                           | - Được thu âm năm 1997 cho Invincible | [ 15 ]               |
| "Blue Powder"                              | Michael Jackson Brad Buxer                                                           | - Được sáng tác và thu âm vào năm 2000 trong quá trình sản xuất "Invincible" - Bản nhạc đã được bán đấu giá vào năm 2018 cùng với "Jungle City", "What More Can I Give", cùng một bản demo của "The Way You Love Me" | [ 16 ]               |
| "Bottle of Smoke"                          | Michael Jackson                                                                      | - Được sáng tác và có thể được thu âm Jackson vào năm 1989 - Không được chọn cho album Dangerous | [ 13 ]               |
| "Buffalo Bill"*                            | Michael Jackson                                                                      | - Sự hợp tác phòng thu đầu tiên của Jackson với John Barnes, được thu âm vào năm 1983 trong quá trình sản xuất album Victory - Được lấy cảm hứng bởi tay chơi poker Wild Bill Hickok hoặc thợ săn bò rừng William Cody - Không được chọn cho album Bad | [ 13 ] [ 17 ] [ 18 ] |
| "California Grass"*                        | Michael Jackson                                                                      | — | [ 13 ]               |
| "Can I Live"                               | Sisqó Teddy Riley                                                                    | | [ 13 ]               |
| "Can You"                                  | Michael Jackson Will.i.am                                                            | - Được sản xuất vào năm 2007 | [ 13 ]               |
| "Changes"                                  | Michael Jackson                                                                      | - Sản xuất cùng John Barnes trong khoảng đầu thời gian sản xuất Bad vào giữa thập niên 80. - Được mô tả là "một bản trình diễn piano lạc quan với lập trình tiếng trống dồn" và "cực kỳ hấp dẫn". Kết hợp giọng hát tạp "thực sự thô" với Jackson đang lẩm bẩm và ngâm nga giai điệu theo điệu nhạc. - Được xem lại trong quá trình thu âm HIStory, với phần trình diễn phúc âm từ dàn hợp xướng Andraé Crouch và một vài đoạn solo tuỳ hứng được thêm vào | [ 19 ]               |
| "Chicago 1945"*                            | Michael Jackson (lời) Steve Porcaro (nhạc)                                           | - Được thu âm trong quá trình sản xuất album Victory vào năm 1984, dựa trên một trong những giai điệu mạnh (groove) mà Steve Porcaro đã gửi cho Michael - Ca khúc đã có giọng hát hoàn chỉnh nói về ba cô gái đã ra ngoài và biến mất một cách bí ẩn trong đêm, với câu hook "never to be found again" ("không bao giờ được tìm thấy nữa") - Không có kết nối với "Al Capone" hoặc "Smooth Criminal" - Được xem lại trong quá trình thu âm HIStory và Invincible, nhưng đã bị loại khỏi cả hai album - Porcaro đã được tiếp cận bởi nhóm quản lý bất động sản về việc sử dụng chúng trong Xscape, nhưng từ chối cấp phép với lý do rằng bài hát không cần bất kỳ chỉnh sửa "đương đại hoá" nào, và ông không chấp nhận cách tiếp cận "phối lại thẳng thừng" của nhóm quản lý bất động sản với tài liệu chưa phát hành của Michael. | [ 20 ] [ 21 ]        |
| "Colour of My Soul"                        | Không rõ                                                                             | - Được biết là đã được ghi âm bởi Jackson, mặc dù ngày tháng không chắc chắn | [ 22 ]               |
| "Crack Kills"*                             | Michael Jackson Darryl McDaniels Joseph Simmons                                      | - Dự định được thu âm với nhóm rapper Run-D.M.C. cho album Bad của Jackson, nhưng sự hợp tác không bao giờ có kết quả. - Bài hát được thu âm đầy đủ giọng hát vào tháng 11 năm 1986 và được xem xét lại vào đầu năm 1987 trong quá trình sản xuất Bad | [ 20 ] [ 22 ]        |
| "Cry"*                                     | Michael Jackson                                                                      | — | [ 22 ]               |
| "Cry"                                      | Michael Jackson Marsha Ambrosius                                                     | - Được sản xuất năm 2009 | [ 22 ]               |
| "Days in Gloucestershire"                  | Michael Jackson Brad Buxer                                                           | - Được sáng tác và thu âm vào năm 2004 ại một trong những nhà gỗ một tầng của Neverland Ranch. - Lấy cảm hứng từ chuyến thăm của Michael với The Jackson 5 tới Gloucestershire trong chuyến lưu diễn ba thập kỷ trước đó; đó vẫn là một trong những kỷ niệm đẹp nhất của ông. - Không đầy đủ - chỉ bao gồm đoạn một và một đoạn điệp khúc. - Bị rò rỉ trực tuyến vào năm 2014 | [ 23 ]               |
| "Disco Kids"                               | James Wnitney                                                                        | - Được ghi âm trong khoảng 1976 tới 1979 | [ 22 ]               |
| "Do You Love Me"                           | Michael Jackson Kenneth "Babyface" Edmonds                                           | - Hoàn thành bởi Jackson và Edmonds vào năm 1998 - Từng được đưa vào một album được lên lịch phát hành nhưng bị dời lại của Jackson vào năm 1999 | [ 24 ]               |
| "Do You Want Me"                           | SisqóDru Hill                                                                        | - Được sáng tác vào năm 1999 - Không được đưa vào album Invincible | [ 24 ]               |
| "Doing Dirty"                              | Michael Jackson Marlon Jackson                                                       | - Được sáng tác vào khoảng 1988–1990 cho một album greatest hits bị dời lại | [ 24 ]               |
| "Don’t Believe It"                         | Michael Jackson Bryan Loren                                                          | - Một trong 20-25 ca khúc được thu âm với Bryan Loren trong các buổi tập cho album Dangerous trong các năm 1989-1991 - Được thu âm tại nhà của Loren vào khoảng thời gian Lễ Tạ ơn hoặc Giáng sinh - Đoạn trích bị rò rỉ trực tuyến bởi Shana Mangatal vào tháng 8 năm 2019 | [ 12 ]               |
| "Dreams"†                                  | Michael Jackson                                                                      | — | [ 24 ]               |
| "D.I.E"(2010)                              | Michael Jackson Michael Prince Theron Feemster III                                   | - Được tìm thấy vào năm 2009 trên một trong những danh sách của ông trong phòng ngủ, nơi ông đã sáng tác những ca khúc mà mình muốn hoàn thành. - Sản xuất trong khoảng 2008 tới 2009 - Hai phiên bản của bài hát đã được đăng ký với Văn phòng Bản quyền Hoa Kỳ (trong bản đầu tiên Michael Prince không được ghi công). - Một số nguồn tin nói rằng "D.I.E" là viết tắt của "Dance Is Entertainment", nhưng điều này chưa được xác nhận. | [ 14 ]               |
| "Eaten Alive"                              | Michael Jackson Maurice Gibb Barry Gibb                                              | - Phiên bản gốc của ca khúc do anh em nhà Gibb sáng tác, nhưng đã được hoàn thiện lại bởi Jackson, người đã được cấp quyền đồng sáng tác - Một phiên bản demo đã được Jackson thu âm nhưng vẫn chưa được phát hành. - Sau này được thu âm bởi Diana Ross | [ 25 ]               |
| "Ekan Satyam (The One Truth)"              | A.R. Rahman A.R. Parthasarathy Kanika Myer Bharat                                    | - Được thu âm thành một bản song ca vào năm 1999 bởi Jackson (hát bằng tiếng Anh) và Rahman (hát bằng tiếng Phạn) - Không được đưa vào album Invincible | [ 25 ]               |
| "Elizabeth, I Love You"                    | Michael Jackson                                                                      | - Do Jackson sáng tác và biểu diễn như một lời tri ân đến người bạn Elizabeth Taylor vào năm 1997 - Không có bản phát hành chính thức, mặc dù có tồn tại các bản thu âm bootleg được lấy từ buổi biểu diễn năm 1997 | [ 25 ]               |
| "Face"                                     | Unknown                                                                              | - Không được đưa vào album HIStory | [ 26 ]               |
| "Fanfare Transition"(1992)                 | Michael Jackson                                                                      | - Được sáng tác vào năm 1992 - Được biết đến với tên khác là "Fanfare 1992" | [ 26 ]               |
| "Fantasy"*                                 | Michael Jackson Jermaine Jackson                                                     | — | [ 26 ]               |
| "Far, Far Away"*                           | Michael Jackson                                                                      | — | [ 26 ]               |
| "Fear"                                     | Michael Jackson                                                                      | - Được sáng tác vào khoảng năm 1993 - Không được đưa vào album HIStory | [ 26 ]               |
| "From the Bottom of My Heart"              | Michael Jackson                                                                      | - Được sáng tác vào năm 2005 - Được lên kế hoạch phát hành như một bản thu âm từ thiện cho các nạn nhân của Bão Katrina | [ 26 ]               |
| "Get Around"*                              | Michael Jackson                                                                      | - Một phiên bản ghi công Rodney Jerkins, Fred Jerkins III và LaShawn Daniels đã được xem xét cho album Invincible, nhưng không lọt vào danh sách bài hát cuối cùng. | [ 27 ]               |
| "Get Your Weight Off of Me"                | Michael Jackson Rodney Jerkins Fred Jerkins III Michael Prince                       | - Được sáng tác và thu âm vào năm 2000-2001 trong quá trình sản xuất "Invincible" - Được hoàn thành năm 2004 - Bản nhạc đã hoàn thiện giọng hát và sẵn sàng để phát hành | [ 28 ]               |
| "Goin' To Rio"*                            | Michael Jackson Carole Bayer Sager                                                   | - Được sáng tác vào năm 1976 - Không được đưa vào album Off the Wall | [ 27 ]               |
| "Goodness Knows"                           | James Wnitney                                                                        | - Được thu âm vào khoảng giữa 1976 tới 1979 | [ 27 ]               |
| "Got to Find a Way Somehow"(1984)          | Michael Jackson                                                                      | - Được sáng tác vào năm 1979 | [ 27 ]               |
| "Groove of Midnight"                       | Rod Temperton                                                                        | - Được sáng tác trong thời kì sản xuất album Bad - Một bản demo của Jackson xuất hiện trên Internet vào năm 2003 | [ 27 ]               |
| "Happy Birthday, Lisa"                     | Michael Jackson                                                                      | - Được sáng tác cho phim The Simpsons (tập "Stark Raving Dad") do Kipp Lennon thể hiện - Bản demo của Michael Jackson bị rò rỉ vào năm 2007 | [ 29 ]               |
| "He Who Makes The Sky Grey"                | Jermaine Jackson Sheik Abdullah của Bahrain                                          | - Có phần giọng hát của Jackson | [ 29 ]               |
| "Heaven's Girl"                            | R. Kelly                                                                             | | [ 29 ]               |
| "Holiday Inn"(1984)                        | Michael Jackson                                                                      | - Được sáng tác vào năm 1976 | [ 29 ]               |
| "Hot Fever"(1985)                          | Michael Jackson                                                                      | - Được sáng tác vào năm 1985 - Được phát triển thành "The Way You Make Me Feel" | [ 29 ]               |
| "Hot Street"                               | Rod Temperton                                                                        | - Không được đưa vào album Thriller vì Temperton và Quincy Jones cảm thấy rằng bài hát quá yếu để đưa vào | [ 29 ]               |
| "I Am A Loser"(2009)/"I Was A Loser"(2010) | Michael Jackson Brad Buxer                                                           | - Được sáng tác và thu âm vào tháng 1 năm 2003 với tên "I Am A Loser" - Cập nhật vào cuối năm 2008 với tên "I Was The Loser" khi Michael hát lại phần điệp khúc. - Được liệt kê là "The Loser" trên một ghi chú viết tay trong phòng ngủ của Jackson, được phát hiện ngay sau khi ông qua đời - Bản demo gốc đầy đủ của "I Am A Loser" bị rò rỉ trên internet vào tháng 9 năm 2013 | [ 15 ] [ 30 ]        |
| "I Can't Get You Off My Mind"              | Michael Jackson                                                                      | - Jackson đã sản xuất ca khúc này vào đầu thập niên 1970 - Được biết là có tồn tại một bản demo | [ 31 ]               |
| "I Don't Live Here Anymore"                | Michael Jackson                                                                      | - Được sáng tác vào khoảng năm 2001 - Không được đưa vào album Invincible | [ 31 ]               |
| "I Forgive You"*                           | Michael Jackson                                                                      | — | [ 31 ]               |
| "I Have This Dream"                        | Michael Jackson David Foster Carol Bayer Sager                                       | | [ 31 ]               |
| "I Have This Love of Mine"*                | Michael Jackson                                                                      | — | [ 31 ]               |
| "I Will Miss You"                          | Michael Jackson Will.i.am                                                            | - Tưởng nhớ James Brown | [ 31 ]               |
| "If We Still Love"                         | Michael Jackson Will.i.am                                                            | | [ 31 ]               |
| "If You Don't Love Me"                     | Michael Jackson                                                                      | - Sản xuất cùng Bill Bottrell trong quá trình sản xuất Dangerous, nhưng được Bottrell mô tả là "một đứa trẻ mồ côi" đối với dự án. - Đã được lên lịch phát hành trên một phiên bản đặc biệt bị hoãn phát hành của album Dangerous | [ 31 ] [ 32 ]        |
| "I'm Dreaming"                             | Michael Jackson Will.i.am                                                            | | [ 31 ]               |
| "I'm Still the King"                       | Michael Jackson Will.i.am                                                            | - Được sản xuất vào khoảng 2006 - 2007 - Còn được gọi là "The King" và "Still The King" - Dự định giới thiệu những nghệ sĩ chịu ảnh hưởng của Jackson như Usher và Ne-Yo. - Ca khúc này chưa được hoàn thành. | [ 31 ]               |
| "In the Life of Chico"                     | Michael Jackson                                                                      | | [ 31 ]               |
| "In the Valley"*                           | Michael Jackson                                                                      | — | [ 31 ]               |
| "Iowa"                                     | Michael Jackson                                                                      | - Tác phẩm cổ điển được xác nhận bởi em gái Janet Jackson trong một cuộc phỏng vấn trên tạp chí năm 1993 | [ 31 ]               |
| "It Was a Very Good Year"                  | Ervin Drake                                                                          | - Biểu diễn trong tập đặc biệt của Diana! vào năm 1971 | [ 31 ]               |
| "It's Not Worth It"                        | Rodney Jerkins Fred Jerkins Lashawn Daniels                                          | | [ 31 ]               |
| "Jungle City"                              | Michael Jackson Brad Buxer                                                           | - Được sáng tác và thu âm vào năm 2000 trong quá trình sản xuất "Invincible" - Bản nhạc đã được đưa ra đấu giá vào năm 2018 cùng với "Blue Powder", "What More Can I Give", và một bản demo của "The Way You Love Me" | [ 16 ]               |
| "Kentucky"*                                | Michael Jackson                                                                      | - Được sáng tác vào giữa những năm 1970 | [ 33 ]               |
| "Kick It"                                  | Michael Jackson Rodney Jerkins Lashawn Daniels Norman Gregg                          | | [ 33 ]               |
| "Kreeton Overture"(1984)                   | Michael Jackson Jai Winding Marty Paich Pat Leonard                                  | - Được sáng tác vào năm 1984 cho phần biểu diễn mở màn Victory Tour của The Jacksons 5 | [ 33 ]               |
| "Learned My Lesson"(1985)                  | Michael Jackson                                                                      | - Được sáng tác vào năm 1981 - Hai phiên bản của bài hát đã được đăng ký với Văn phòng Bản quyền Hoa Kỳ | [ 14 ]               |
| "Light the Way"                            | Michael Jackson Sheik Abdullah of Bahrain                                            | | [ 14 ]               |
| "Little Girls"*                            | Michael Jackson                                                                      | — | [ 14 ]               |
| "Llama Lola"*                              | Michael Jackson                                                                      | — | [ 14 ]               |
| "Lonely Bird"*                             | Michael Jackson                                                                      | — | [ 14 ]               |
| "Lonely Man"*                              | Michael Jackson                                                                      | — | [ 14 ]               |
| "Lucy Is in Love With Linus"*              | Michael Jackson                                                                      | — | [ 14 ]               |
| "Make a Wish"*                             | Michael Jackson                                                                      | — | [ 34 ]               |
| "Make or Break"*                           | Michael Jackson John Barnes                                                          | - Được thu âm vào năm 1986 trong khoảng đầu thời gian sản xuất album Bad với John Barnes - Được Matt Forger mô tả là có một "phần hook rất hay, tuyệt vời, nhưng không bao giờ được hoàn thành" | [ 34 ] [ 35 ]        |
| "Maybe We Can Do It"                       | Michael Jackson Rodney Jerkins Sean Combs                                            | - Có sự góp mặt của Jackson và Sean Combs - Không được đưa vào album Invincible | [ 34 ]               |
| "Men in Black"†                            | Michael Jackson Bryan Loren                                                          | - Còn được gọi là "Man In Black" - Một trong 20-25 ca khúc được thu âm với Bryan Loren cho album Dangerous trong các năm 1989-1991 - Được cho là viết cho một bộ phim của Steven Spielberg có tựa đề Men In Black - Đã được lên kế hoạch phát hành trong một bộ sưu tập greatest hits bị hoãn lại vào năm 1990 - Một phiên bản với Michael hát trong phần điệp khúc đã bị rò rỉ trên mạng. Một phiên bản hoàn chỉnh hơn với lời bài hát được biết là có tồn tại. | [ 12 ] [ 34 ]        |
| "Michael McKellar"*                        | Michael Jackson                                                                      | — | [ 34 ]               |
| "MJ Melody"(1984)                          | Michael Jackson                                                                      | - Được thu âm vào năm 1982 | [ 34 ]               |
| "Monster"(2010)                            | Michael Jackson Brad Buxer Michael Prince                                            | - Không liên quan đến ca khúc "Monster" trong album Michael - Được sáng tác và thu âm trong khoảng 1999-2001 trong quá trình sản xuất Invincible, nhưng không bao giờ được đưa vào album. Michael chỉ thu giọng cho đoạn điệp khúc: "You Created A Monster". | [ 15 ]               |
| "Neverland Landing"*                       | Michael Jackson                                                                      | — | [ 36 ]               |
| "Nightline/Nite-line"                      | Glen Ballard                                                                         | - Được thu âm bởi Michael Jackson vào năm 1982 trong quá trình sản xuất Thriller, nhưng không cạnh tranh được với các bài hát như Billie Jean và Beat It. - Sau đó được thu âm bởi The Pointer Sisters album Break Out vào năm 1983 | [ 36 ] [ 37 ]        |
| "Nymphette Lover"(1984)                    | Michael Jackson                                                                      | - Được sáng tác vào năm 1981 | [ 36 ]               |
| "Ode to Sorrow"(1984)                      | Michael Jackson                                                                      | - Được sáng tác vào năm 1977 | [ 38 ]               |
| "On My Anger"                              | Michael Jackson Teddy Riley                                                          | - Được sáng tác vào năm 1999 - Không được đưa vào album Invincible | [ 38 ]               |
| "People Have To Make Some Sort of Joke"*   | Michael Jackson                                                                      | — | [ 39 ]               |
| "Peter Pan"                                | Michael Jackson                                                                      | - Bài hát được Jackson đề cập trong CD The Michael Jackson Interview năm 1993 | [ 39 ]               |
| "Pressure"†                                | Michael Jackson Bryan Loren                                                          | |                      |
| "Pressure"                                 | Rodney Jerkins Fred Jerkins III Harvey Mason LaShawn Daniels                         | - Không được đưa vào album Invincible | [ 39 ]               |
| "Red Eye"*(2010)                           | Michael Jackson                                                                      | - Được tìm thấy vào năm 2009 trên một trong những danh sách trong phòng ngủ, nơi ông đã viết những bài hát mà bản thân muốn hoàn thành. | [ 40 ]               |
| "Rolling the Dice"*                        | Rod Temperton                                                                        | - Jackson đã sản xuất ca khúc này với Temperton và Quincy Jones trong quá trình thu âm Thriller | [ 40 ]               |
| "Satisfy"                                  | Terry Lewis James Harris III                                                         | - Ca khúc của Mariah Carey có sự góp mặt của Jackson với giọng hát bè - Không được đưa vào album Charmbracelet năm 2002 | [ 41 ]               |
| "Saved By the Bell"*                       | Michael Jackson Jermaine Jackson                                                     | — | [ 41 ]               |
| "Seduction"                                | Michael Jackson Shelby Lee Myrick III                                                | - Không được đưa vào album Invincible | [ 41 ]               |
| "Serious Effect"†                          | Michael Jackson Bryan Loren                                                          | - Có chứa phần rap của LL Cool J - Đã được lên kế hoạch phát hành trong một phiên bản đặc biệt bị hoãn lại của Dangerous - Phiên bản demo solo của Jackson được biết là có tồn tại | [ 41 ] [ 42 ]        |
| "Set It On Out"                            | Michael Jackson                                                                      | - Được sáng tác và thu âm vào năm 1982 | [ 41 ]               |
| "Seven Digits"†                            | Michael Jackson Bryan Loren                                                          | - Không được đưa vào album Dangerous. - Michael ban đầu muốn hoàn thành bài hát này cho Blood On The Dance Floor. Tuy nhiên, do hạn chế về thời gian, "Superfly Sister" đã được chọn để thay thế vì nó hoàn thiện hơn và yêu cầu ít thời gian hơn để hoàn thành. - Đoạn trích bị rò rỉ trực tuyến bởi Shana Mangatal vào tháng 8 năm 2019 | [ 41 ] [ 43 ]        |
| "She Got It"†                              | Michael Jackson Bryan Loren                                                          | - Đã được lên kế hoạch phát hành trong một phiên bản đặc biệt bị hoãn lại của Dangerous | [ 41 ] [ 44 ]        |
| "She's Not a Girl"*                        | Michael Jackson Jermaine Jackson                                                     | — | [ 41 ]               |
| "She's Trouble"                            | Sue Shifrin Bill Livsey Terry Britten                                                | - Không được đưa vào album Thriller - Phiên bản bootleg được biết là có tồn tại - Còn được gọi là "Trouble" | [ 41 ]               |
| "Siegfried & Roy"(1990)                    | Michael Jackson                                                                      | - Được sáng tác vào năm 1989 cho các nhà ảo thuật Siegfried & Roy - Hai phiên bản—giọng hát và nhạc cụ—đã đăng ký với Văn phòng bản quyền Hoa Kỳ - Được cho là phiên bản ban đầu của "Mind Is The Magic" | [ 41 ]               |
| "Sister Sue"*                              | Michael Jackson                                                                      | — | [ 41 ]               |
| "Slapstick"                                | Rod Temperton                                                                        | - Được sản xuất bởi Jackson trong quá trình thu âm Thriller - Bài hát là phiên bản demo ban đầu của "Hot Street" | [ 41 ]               |
| "Soldier's Entrance"                       | Michael Jackson                                                                      | - Được sản xuất bởi Jackson vào năm 1999 với mục đích đưa nó vào album Invincible | [ 41 ]               |
| "Somewhere in Time"(1984)                  | Michael Jackson                                                                      | - Được sáng tác vào năm 1980 | [ 41 ]               |
| "Spice Of Life"                            | Rod Temperton Derek Bramble                                                          | - Được dự định đưa vào album Thriller, nhưng không có trong album cuối cùng và chấm dứt từ đó - Sau này được chuyển cho Manhattan Transfer. | [ 45 ]               |
| "Stand Tall"(1985)                         | Michael Jackson                                                                      | - Được sáng tác vào năm 1982 | [ 41 ]               |
| "Starlight"*                               | Rod Temperton                                                                        | - Jackson đã sản xuất ca khúc này trong quá trình thu âm Thriller. - Được Jackson gọi là "Starlight Sun" trong phần cung khai năm 1993; ông đã hát, "Starlight... Starlight Sun... Gimme some starlight, for a new day has begun" - Đã phát triển thàn "Thriller" | [ 41 ]               |
| "Stay"                                     | Michael Jackson Bryan Loren                                                          | - Được sáng tác vào khoảng năm 1988 | [ 41 ]               |
| "Stop the War"                             | Michael Jackson Carole Bayer Sager                                                   | - Được sáng tác vào khoảng năm 1999 | [ 41 ]               |
| "Susie"(1984)                              | Michael Jackson                                                                      | - Được sáng tác vào năm 1978 | [ 41 ]               |
| "Thank Heaven"(1998)                       | Michael Jackson                                                                      | - Được sáng tác vào năm 1998 | [ 46 ]               |
| "Thank You For Life"*(1984)                | Michael Jackson                                                                      | - Được sáng tác vào khoảng năm 1976 | [ 46 ]               |
| "That"(1998)                               | Michael Jackson                                                                      | — | [ 46 ]               |
| "That Kind of Lover"                       | Michael Jackson Ray Ruffin                                                           | - Được sáng tác vào khoảng năm 2001 - Không được đưa vào album Invincible | [ 46 ]               |
| "The Children's Hour"*                     | Michael Jackson                                                                      | — | [ 22 ]               |
| "The Future"                               | Michael Jackson Will.i.am                                                            | - Được sáng tác vào năm 2007 - Ngày 13 tháng 8 năm 2007, will.i.am nói với các phóng viên tại một cuộc họp báo của Black Eyed Peas ở Hàn Quốc rằng một ca khúc khác mà anh ấy đã thu âm cùng Jackson có tựa đề "The Future". - Bài hát về vấn đề môi trường (thông tin chưa được kiểm chứng) - Có "nhịp beat Latin rất tuyệt vời" (thông tin chưa được kiểm chứng) | [ 27 ]               |
| "The Gloved One"                           | Sisqó                                                                                | - Được sáng tác vào khoảng năm 2001 - Không được đưa vào album Invincible | [ 27 ]               |
| "The Nightmare of Edgar Alan Poe"          | Michael Jackson Walter Afanasieff                                                    | - Được sáng tác vào khoảng năm 2000 - Đã được lên kế hoạch để xuất hiện trong bộ phim được tài trợ độc lập The Nightmare of Edgar Alan Poe, mà Jackson dự kiến sẽ xuất hiện - Có tên khác là "Edgar Alan Poe" | [ 36 ]               |
| "The Pain"                                 | Shawn Stockman Jay Harvey Mason Rodney Jerkins                                       | - Không được đưa vào album Invincible | [ 47 ]               |
| "The Sky is the Limit"*                    | Michael Jackson                                                                      | — | [ 41 ]               |
| "The Toy"(1981)                            | Michael Jackson                                                                      | - Được sáng tác vào năm 1981 cho một bộ phim của Richard Pryor | [ 46 ]               |
| "This Is It"(1984)                         | Michael Jackson                                                                      | - Được sáng tác vào năm 1980 - Không nhầm lẫn với "This Is It", một bài hát nằm trong album tổng hợp năm 2009 This Is It | [ 46 ]               |
| "This Is Our Time"                         | Michael Jackson Lauryn Hill David Foster                                             | - Không được đưa vào album Invincible - Bất chấp những tin đồn trái ngược, bài hát không được thu âm song ca với Hill | [ 46 ]               |
| "Throwin' Your Life Away"(1988)            | Michael Jackson                                                                      | - Được sáng tác vào năm 1988 - Phiên bản đầy đủ chất lượng thấp bị rò rỉ trực tuyến | [ 46 ]               |
| "To Satisfy You"                           | Michael Jackson Bryan Loren                                                          | - Được sáng tác trong giai đoạn thu âm Dangerous, nhưng Jackson không thích nó và đưa cho Loren để đem vào trong album năm 1992 Music From the New World. Jackson chỉ thu âm giọng hát nền cho nó, phần mà Loren đã giữ lại cho bản thu âm thành phẩm. | [ 12 ] [ 46 ] [ 48 ] |
| "Tomboy"*(1985)                            | Michael Jackson                                                                      | - Được sáng tác và thu âm năm 1985 với John Barnes trong giai đoạn đầu sản xuất Bad - Chứa giai điệu giống với dòng "I bet you remember" trong Remember the Time - Có Roger Troutman là nhạc công khách mời - Không được đưa vào album Bad - Một số người hâm mộ đã nhầm tưởng là do Quincy Jones sáng tác | [ 46 ] [ 49 ]        |
| "Tragedy of a Cheer-leader"*               | Michael Jackson                                                                      | — | [ 46 ]               |
| "Tubeway"                                  | Michael Jackson                                                                      | - Được sáng tác vào khoảng 1999 - Không được đưa vào album Invincible | [ 46 ]               |
| "Turning Me Off"*                          | Michael Jackson                                                                      | - Được sáng tác và thu âm vào tháng 1 năm 1986. Được sản xuất cùng Bill Bottrell và John Barnes - Được Matt Forger mô tả là "một trong những thử nghiệm sắc sảo" và "rất có định hướng" của Michael | [ 46 ] [ 50 ]        |
| "Under Your Skin"(1984)                    | Michael Jackson                                                                      | - Được sáng tác vào năm 1979 | [ 51 ]               |
| "Unknown"†                                 | Michael Jackson                                                                      | - Không rõ bài hát có tựa "Unknown" ("Không rõ") hay không rõ tên bài hát | [ 51 ]               |
| "Vibrationist"                             | Michael Jackson Teddy Riley                                                          | - Được sáng tác vào khoảng 1999 - Không được đưa vào album Invincible | [ 52 ]               |
| "Victory"                                  | Michael Jackson Freddie Mercury                                                      | - Một trong ba bài hát Jackson đã làm việc cùng với Freddie Mercury của Queen vào năm 1983 - Nền tảng của ca khúc được xây nên bởi Peter Freestone, quản lý của Mercury, người đã đập vào cửa nhà vệ sinh theo đúng nhịp điệu trong vòng 5 phút vì không có nhạc cụ hoặc nhạc sĩ nào xung quanh dinh thự Hayvenhurst | [ 52 ] [ 53 ]        |
| "Water"(2010)                              | Michael Jackson Michael Prince Theron Feemster                                       | - Dường như được thu âm vào đầu năm 2009 tại dinh thự Carolwood. - Quá trình sản xuất rất phức tạp, với tiếng giọt nước và thẩm mỹ kiểu “Stranger in Moscow”. - Chỉ có đoạn điệp khúc được thu âm (mà MJ đã hát một đoạn trong This Is It), nhưng mọi người đã mô tả nó là “tuyệt vời” và “kỳ diệu”. - Bài hát không liên quan gì đến "H20" và "Water" của các bài hát Cascio ("the Cascio Tracks", chỉ các bài hát bị nghi ngờ không phải do Jackson hát). | [ 54 ]               |
| "We Are the Ones"(1984)                    | Michael Jackson                                                                      | - Được sáng tác vào năm 1978 | [ 54 ]               |
| "What a Lonely Way to Go"*                 | Michael Jackson                                                                      | - Được sáng tác vào năm 1975 | [ 54 ]               |
| "What You Do to Me"(1984)                  | Michael Jackson                                                                      | - Được sáng tác vào năm 1985 - Được đăng ký lần đầu với Văn phòng Bản quyền Hoa Kỳ vào năm 1985 - Không được đưa vào album Bad - Đã đăng ký lại với Văn phòng Bản quyền Hoa Kỳ vào năm 1998, có thể đã được viết lại - Không được đưa vào album Invincible | [ 54 ]               |
| "What's a Guy Gotta Do"                    | Pharrell Williams                                                                    | - Được sáng tác vào năm 2000 - Không được đưa vào album Invincible | [ 54 ]               |
| "What's It Gonna Be"†                      | Michael Jackson                                                                      | - Bài hát không phải là "What's It Gonna Be?!", được thu âm bởi Janet, em gái Jackson và Busta Rhymes | [ 54 ]               |
| "What's Your Life"*                        | Michael Jackson Jermaine Jackson                                                     | — | [ 54 ]               |
| "Who Do You Know"*                         | Michael Jackson                                                                      | - Được sáng tác vào khoảng 1981 - Không được đưa vào album Thriller | [ 54 ]               |
| "Who Is the Girl With Her Hair Down"*      | Michael Jackson                                                                      | — | [ 54 ]               |
| "Why Can't I Be"(1984)                     | Michael Jackson                                                                      | - Được sáng tác vào năm 1980 | [ 54 ]               |
| "Why Shy"*                                 | Michael Jackson                                                                      | — | [ 54 ]               |
| "Willing And Waiting"                      | Kenneth "Babyface" Edmonds                                                           | - Một bản demo của điều này đã được thu âm vào năm 1994 để trình bày cho Michael để có thể đưa vào HIStory, với Babyface tham gia rất nhiều vào quá trình sản xuất. Một trong hai bài hát anh đã trình bày cho Michael, bài còn lại là "Why" (sau này được tặng cho 3T) - Mặc dù được gọi là bản demo, bài hát đã được phát triển khá tốt với giọng hát nền, phần phối khí được trau chuốt và lời bài hát đã hoàn thiện - "đã sẵn sàng thu âm", theo một nghĩa nào đó - Tuy nhiên, như trợ lý kỹ sư Brad Sundberg khẳng định, "Michael đang tìm cách thúc đẩy mọi thứ khá căng thẳng trong HIStory [và] Willing and Waiting có thể nhẹ nhàng hơn một chút so với hướng anh ấy đang đi" | [ 55 ] [ 56 ]        |
| "Work That Body"                           | Michael Jackson Bryan Loren Berry Gordy Freddie Perren Alphonzo Mizell Deke Richards | - Một trong 20–25 ca khúc được thu âm với Bryan Loren cho album Dangerous - Phiên bản dài hơn bị rò rỉ trực tuyến được biết là có tồn tại - Mượn câu "Sit down girl, I think I love you/no, get up girl, show me what you can do" từ "ABC" của The Jackson 5. Theo Loren, Jackson ban đầu từ chối hát dòng này, nhưng "nhận ra sự không nghiêm túc thú vị ẩn chứa đằng sau nó" | [ 12 ] [ 48 ]        |
| "You Ain't Gonna Change Nothin'"*(1984)    | Michael Jackson                                                                      | - Được sáng tác vào năm 1975 | [ 57 ]               |
| "You Are a Liar"*                          | Michael Jackson                                                                      | - Không được đưa vào album Invincible - Còn được biết là "You're a Liar" | [ 57 ]               |
| "You Are So Beautiful"                     | Michael Jackson                                                                      | - Ca khúc mà Jackson bắt đầu viết trong phiên tòa xét xử lạm dụng tình dục trẻ em năm 2005, như một lời cảm ơn tới người hâm mộ vì sự ủng hộ không ngừng của họ | [ 57 ]               |
| "You Told Me Your Lovin'"(1984)            | Michael Jackson                                                                      | - Được sáng tác vào năm 1979 - Một phiên bản thứ hai chưa được phát hành có tồn tại, với lời và nhạc của Randy, em trai của Jackson | [ 57 ]               |
| "You're Supposed to Keep Your Love For Me" | Stevie Wonder                                                                        | - Ban đầu được thu âm vào năm 1975 bởi Jermaine Jackson, với Wonder, Jackie Jackson và Michael hát bè - Phiên bản solo được cắt lại bởi Jermaine trong album Let's Get Serious năm 1980, thay thế bản thu âm gốc có em trai Michael | [ 57 ]               |